# Fouquet (Giffou)
Der Fouquet (auch Cône genannt) ist ein Fluss in Frankreich, der im Département Aveyron in der Region Okzitanien verläuft. Er entspringt unter dem Namen Ruisseau de Bertrand an der Gemeindegrenze von Durenque und Auriac-Lagast, entwässert generell in westlicher Richtung und mündet nach 22 Kilometern beim Weiler La Fabrèguerie an der Gemeindegrenze von Saint-Just-sur-Viaur und Rullac-Saint-Cirq als rechter Nebenfluss in den Giffou.

## Orte am Fluss
(Reihenfolge in Fließrichtung)
- La Selve
- Saint Cirq, Gemeinde Rullac-Saint-Cirq
- La Fabréguerie, Gemeinde Saint-Just-sur-Viaur